# Cataratas de Pulhapanzak
Cataratas de Pulhapanzak – wodospad na rzece Río Lindo w północnym Hondurasie, w departamencie Cortés, w gminie (municipio) San Francisco de Yojoa, w pobliżu miejscowości San Buenaventura, kilka kilometrów na północ od miasta Peña Blanca, około 17 km na północ od jeziora Yojoa. Ma 43 m wysokości.
Wodospad jest popularnym miejscem turystycznym z rozwiniętą infrastrukturą turystyczną. W pobliżu od 1974 funkcjonuje ośrodek uzdrowiskowynowy. Turyści mają także możliwość skorzystania z pól namiotowych i kempingowych, zjazdu tyrolką. Część lin zawieszona jest bezpośrednio nad wodospadem. Popularną aktywnością jest również schodzenie do znajdującej się u podnóża progu skalnego jaskini. Rocznie wodospad odwiedza około 10 tys. osób, z czego około 30% stanowią obcokrajowcy, głównie Amerykanie.
W okolicy znajdowane są liczne ślady cywilizacji Majów.